# فرمدار
فَرمَدار یا فَرمَذار (پارسی میانه: framadār) یکی از مناصب اداری ایران در زمان هخامنشی، اشکانی و ساسانی بود.

## پیشینه
در متون پارسی باستان فرمدار در عناوین سلطنتی ظاهر می‌شود و همیشه با واژه paru به معنی «بسیار» همراه است و به‌طور کلی به عنوان «ارباب و مالک [بسیاری]» ترجمه می‌شود. این اصطلاح در قالب prmtr به زبان پارتی منتقل شد و احتمالاً نشان‌دهنده مقام تأمین‌کننده نیازهای عمومی (به عنوان مثال شراب، جو و غیره) بود.
نخستین اشاره به فرمدار در دوره ساسانی به سنگ‌نگاره‌های برم دلک مربوط به شاپور یکم مربوط می‌شود که به دو تن از بزرگان اشاره شده که یکی از آن‌ها به نام بهنام با لقب فرمدار یاد شده‌است. افزون بر این در سنگ‌نوشته شاپور یکم بر کعبه زرتشت به دو فرمدار دیگر اشاره شده‌است: بهنام و شاپور. همچنان که فیلیپ ژینیو به آن اشاره کرده‌است، بهنام سنگ‌نوشته کعبه زرتشت با بهنام سنگ‌نوشته برم دلک یکسان است. از طرف دیگر، اشاره به دو دارنده مقام فرمدار در سنگ‌نوشته کعبه زرتشت، وجود دو فرمدار (اگر بیشتر نباشد) در یک دوره را نشان می‌دهد. در سنگ‌نوشته ابنون مربوط به همان دوره نیز از فرمداری به نام بهنام یاد می‌شود که احتمالاً همانند دیگر بهنام‌ها به یک فرد اشاره دارد.
در یک مهر بدون تاریخ از دوره ساسانی نیز به عنوان  wāspuhragān framadār اشاره شده‌است. طبق برخی از متون پهلوی، فرمدار موقعیت مهمی در روحانیت زرتشتی داشت.

## وزرگ فرمدار
وزرگ فرمدار والاترین مقام رسمی در دربار ساسانیان بود. این مقام را پس از پادشاه، والاترین مقام دانسته و حتی از موبد موبدان برتر دانسته‌اند. ابرسام، خسرو یزدگرد، مهرنرسه، سورن پهلو و فرخ‌هرمز از وزرگ فرمداران ساسانی هستند.